# Albert Komański
Albert Komański (ur. 7 lutego 2000 w Sanoku) – polski sprinter, olimpijczyk z Paryża 2024, wicemistrz igrzysk europejskich.

## Życiorys
Wychowanek KS Komunalni Sanok i trenera Ryszarda Długosza. Początko uprawiał także skoki w dal i wzwyż, ale ostatecznie skoncentrował się na biegu sprinterskim na 200 m.
W wieku 18 lat przeprowadził się do Rzeszowa i został zawodnikiem CWKS Resovii. Podjął studia wychowania fizycznego na Uniwersytecie Rzeszowskim.

## Udział w zawodach międzynarodowych
| Igrzyska olimpijskie | 2024 | Paryż     | 35     |
| Mistrzostwa świata   | 2023 | Budapeszt | 47     |
| Igrzyska europejskie | 2023 | Chorzów   | srebro |
| Mistrzostwa Europy   | 2024 | Rzym      | 24     |